# František Vysocký
František Vysocký (9. května 1921 Levoča – 10. dubna 1986 tamtéž) byl slovenský fotbalový útočník.

## Fotbalová kariéra
V československé lize hrál za Jednotu Košice, dal 1 gól. Za slovenskou reprezentaci nastoupil v 6 utkáních a dal 2 góly. Je nejmladším slovenským reprezentantem, hrál za Slovensko poprvé ve věku 18 let a 110 dní. Ve slovenské lize hrál za FC Vrútky a OAP Bratislava (mistr ligy 1942/43).

## Ligová bilance
| Ročník                        | Zápasy | Góly | Klub           |
| ----------------------------- | ------ | ---- | -------------- |
| Mistrovství Slovenska 1939/40 | -      | -    | FC Vrútky      |
| Mistrovství Slovenska 1940/41 | -      | -    | FC Vrútky      |
| Mistrovství Slovenska 1941/42 | -      | -    | FC Vrútky      |
| Mistrovství Slovenska 1942/43 | -      | -    | OAP Bratislava |
| Mistrovství Slovenska 1943/44 | -      | -    | OAP Bratislava |
| Státní liga 1945/46           | 1      | 1    | Jednota Košice |
| CELKEM I. ČS. LIGA            | 1      | 1    |                |